# Neco Williams
Neco Shay Williams (sinh ngày 13 tháng 4 năm 2001) là cầu thủ bóng đá chuyên nghiệp người xứ Wales, đóng vai trò là hậu vệ phải cho câu lạc bộ Nottingham Forest và đội tuyển quốc gia xứ Wales.

## Sự nghiệp quốc tế
Williams sinh ra tại Wrexham, Wales và từng khoác áo đội tuyển U19 Wales. Williams đủ điều kiện khoác áo tuyển Anh vì có ông bà là người Anh.
Tháng 8 năm 2020, lần đầu tiên anh được gọi lên tuyển quốc gia xứ Wales. Williams ra mắt đội tuyển quốc gia xứ Wales trong trận thắng 1-0 trước Phần Lan tại UEFA Nations League B vào ngày 3 tháng 9 năm 2020.

## Thống kê sự nghiệp

### Câu lạc bộ
Tính đến ngày 13 tháng 5 năm 2021
| Câu lạc bộ     | Mùa giải       | Giải đấu       | Giải đấu | Giải đấu | Cúp FA | Cúp FA | Cúp EFL | Cúp EFL | Cúp châu Âu | Cúp châu Âu | Khác | Khác | Tổng cộng | Tổng cộng |
| Câu lạc bộ     | Mùa giải       | Hạng đấu       | Trận     | Bàn      | Trận   | Bàn    | Trận    | Bàn     | Trận        | Bàn         | Trận | Bàn  | Trận      | Bàn       |
| -------------- | -------------- | -------------- | -------- | -------- | ------ | ------ | ------- | ------- | ----------- | ----------- | ---- | ---- | --------- | --------- |
| U21 Liverpool  | 2019–20        | —              | —        | —        | —      | —      | —       | —       | —           | —           | 2    | 2    | 2         | 2         |
| Liverpool      | 2019–20        | Premier League | 6        | 0        | 4      | 0      | 1       | 0       | 0           | 0           | 0    | 0    | 11        | 0         |
| Liverpool      | 2020–21        | Premier League | 6        | 0        | 1      | 0      | 2       | 0       | 4           | 0           | 1    | 0    | 14        | 0         |
| Liverpool      | Tổng cộng      | Tổng cộng      | 12       | 0        | 5      | 0      | 3       | 0       | 4           | 0           | 1    | 0    | 25        | 0         |
| Tổng sự nghiệp | Tổng sự nghiệp | Tổng sự nghiệp | 12       | 0        | 5      | 0      | 3       | 0       | 4           | 0           | 3    | 2    | 27        | 2         |

1. ↑  Ra sân tại EFL Trophy
2. ↑  Appearances in UEFA Champions League
3. ↑  Appearance in FA Community Shield

### Đội tuyển quốc gia
Tính đến ngày 26 tháng 3 năm 2024
| Wales     | Wales   | Wales  |
| Năm       | Số trận | Số bàn |
| --------- | ------- | ------ |
| 2020      | 6       | 1      |
| 2021      | 11      | 1      |
| 2022      | 9       | 0      |
| 2023      | 10      | 1      |
| 2024      | 2       | 1      |
| Tổng cộng | 38      | 4      |

### Bàn thắng quốc tế
Tính đến ngày 21 tháng 3 năm 2024
| # | Ngày                 | Địa điểm                                  | Số trận | Đối thủ    | Bàn thắng | Kết quả | Giải đấu                      |
| - | -------------------- | ----------------------------------------- | ------- | ---------- | --------- | ------- | ----------------------------- |
| 1 | 6 tháng 9 năm 2020   | Sân vận động Cardiff City, Cardiff, Wales | 2       | Bulgaria   | 1–0       | 1–0     | UEFA Nations League 2020–21   |
| 2 | 13 tháng 11 năm 2021 | Sân vận động Cardiff City, Cardiff, Wales | 16      | Belarus    | 2–0       | 5–1     | Vòng loại FIFA World Cup 2022 |
| 3 | 21 tháng 11 năm 2023 | Sân vận động Cardiff City, Cardiff, Wales | 36      | Thổ Nhĩ Kỳ | 1–0       | 1–1     | Vòng loại UEFA Euro 2024      |
| 4 | 21 tháng 3 năm 2024  | Sân vận động Cardiff City, Cardiff, Wales | 37      | Phần Lan   | 2–0       | 4–1     | Vòng loại UEFA Euro 2024      |

## Danh hiệu
Đội trẻ Liverpool
- FA Youth Cup: 2018–19

Liverpool
- Premier League: 2019–20[7]
- FIFA Club World Cup: 2019